# Voßsiepen (Attendorn)
Voßsiepen ist ein Wohnplatz der Stadt Attendorn im Kreis Olpe (Nordrhein-Westfalen) und hat 8 Einwohner (Stand 30. Juni 2024).

## Geografie
Voßsiepen liegt südwestlich des Kernortes Attendorn zwischen Listertalsperre und Biggesee. Nachbarorte sind Uelhof im Norden und Wörmge im Südwesten.

## Geschichte
Voßsiepen wurde urkundlich erstmals im Jahre 1371 erwähnt, als die Brüder Franco und Hermann von Helden in Arnsberg von Erzbischof Friedrich mit einem Burglehen auf Waldenburg und zahlreichen Gütern, darunter mit Höfen in Lysternohle, dem Gut Ulenhol und mit „bona dicta Vosssypen in eadem parochia Attendarn“ belehnt wurden.
Politisch gehörte Voßsiepen ehemals zum Amt Waldenburg und im Gogericht und Kirchspiel Attendorn zur Bauerschaft Langenohl, der auch umliegende Orte wie Uelhof, Wörmge, Listernohl u. a. angehörten. 1536 zahlte Henneken uff deme Foißsypen 3 Ort Schatzung. Im Register von 1543 wird in der Langenoiler Baurschafft mit 9 Steuerpflichtigen Hennecken uf dem Voßsiepen mit einer Abgabe von einem Goldgulden genannt. Später im Register von 1565 wird Henneke mit 3 ort (¾ Gg) besteuert. Hennekes Gut Voßsiepen gehörte dem Hospital zu Attendorn; er wird als alter Kölnischer bezeichnet und gab dem Richter zu Olpe 4 Schillinge und 1 Huhn. Er hatte mit 2 Pferden Dienste zu verrichten.
Nach dem Pfarrbuch des Attendorner Pfarrers Johannes Zeppenfeld von 1658 war das Ehepaar Peter Voßsiepen und Margarethe geb. Theil Pächter auf dem Gut. Es wird vermutet, dass der Pächter Peter den Hofnamen als seinen Hausnamen übernommen hat. Die Eheleute bekamen zwischen 1638 und 1650 vier Kinder. Der Pächter des hospitaleigenen Hofes hatte 1697 folgende jährlichen Abgaben zu entrichten: pfacht 3 Reichstaler, für das mager schwein 2 Taler, 6 hühner, 2 tage dienste mit einem pferde, 1 Pfund Wachs, Arrha 4 Reichstaler, pro symposio 3 Kopstück.
Anfang des 18. Jahrhunderts wurde Voßsiepen von Johann Sieberkus und dessen Frau Elisabeth geb. Hesse bewirtschaftet. Johann und sein Sohn Heinrich wurden 1721 wegen Falschmünzerei verhaftet. Seine Tochter Anna Katharina († 1742) heiratete 1725 den dritten Pächter Anton Schnütgen (1692–1754). Er war der Sohn von Caspar Schnütgen auf der Weuste und Anna von Windhausen. Die Tochter von Anton, Anna Margaretha (1730–1792), heiratete 1749 den vierten Pächter Johann Peter Schnütgen. Dessen Sohn Johann Heinrich (1752–1823) wurde der fünfte Pächter auf Voßsiepen.
Ein weiterer Pächter war Franz Bender (um 1785–1848). Er heiratete 1820 die Tochter Maria Katharina (1799–1871) der Eheleute Johann Heinrich Schnütgen. Danach kam Hof Voßsiepen in den Besitz von Karl Anton Weber (geb. 1848) aus Uelhof. Sein Sohn Josef (geb. 1880) übernahm den Hof im Jahre 1914. Durch Vererbung über die männliche Linie der Familie Weber ging der Hof 1956 an Sohn Paul Weber und danach an Wolfgang Weber über. Beim Bau der Biggetalsperre verlor der Hof im Dumicketal seine besten Wiesen- und Weideflächen. Um lebensfähig zu bleiben, wurde die schon seit Jahren mit gutem Zuspruch geführte Fremdenpension weiter ausgebaut und durch ein Hotel-Restaurant erweitert (Stand: 1993).
Das Adressbuch von 1899 führt den Namen „Saalhof (Königlicher Fischereimeister)“ auf. Das Adressbuch von 1929 führt in Voßsiepen die Namen „Heller, Marr und Weber (Landwirt)“ auf. Das Adressbuch von 1956 führt die Namen „Josef Weber, Paul Weber (beide Landwirte) und Robert Weber (kaufmännischer Angestellter)“ auf. Ende 1988 gab es in Voßsiepen 5 Einwohner.
Ab 1819 gehörte Voßsiepen im Amt Attendorn zur Gemeinde Attendorn-Land, bis diese 1969 in die Stadt Attendorn eingegliedert wurde.
Der ehemalige Hof Voßsiepen in Alleinlage ist heute Wohnhaus. Oberhalb auf der Höhe führt der Bigge-Lister-Wanderweg als Rund-Wanderweg vorbei.